# Pyrenestes minor
Pyrenestes minor е вид птица от семейство Estrildidae.

## Разпространение
Видът е разпространен в Зимбабве, Малави, Мозамбик и Танзания.